# Характер физических законов
Характер физических законов — серия из семи лекций физика Ричарда Фейнмана о природе законов физики. Фейнман выступал  в 1964 году в Корнелльском университете в рамках серии Мессенджеровских лекций. Би-би-си записала лекции и опубликовала книгу под тем же названием в следующем году; Корнелльский университет опубликовал записи BBC онлайн в сентябре 2015 года.

## Темы
Лекции охватывали следующие темы:
1. Закон гравитации, пример физического закона;
2. Соотношение математики и физики;
3. Великие принципы сохранения;
4. Симметрия в физическом законе;
5. Различие прошлого и будущего;
6. Вероятность и неопределенность — квантово-механический взгляд на природу;
7. В поисках новых законов.

## Реакция
Публика положительно восприняла лекции. Журнал «The Physics Teacher», рекомендуя его как ученым, так и любителям, положительно оценил «Характер физических законов», написав, что, хотя книга изначально предназначалась как дополнение к публичным выступлениям, она «была завершена как самостоятельное произведение и будет интересна» для широкой аудитории».

## Цитаты
1. «В общем, процесс поиска нового закона следующий. Сначала мы угадаем его...». — Feynman 1965